# Primer ministro de Chad
El primer ministro de Chad es el jefe de gobierno de la República del Chad.

## Historia
La primera constitución de Chad, aprobada el 31 de marzo de 1959, originó un sistema parlamentario, con poderes ejecutivos ejercidos durante un período de cinco años por un primer ministro, sujeto a la confirmación de la Asamblea Nacional. Esta constitución fue reemplazada anticipadamente el 28 de noviembre de 1960, cuando el país acababa de lograr la independencia, con uno nuevo que introdujo un sistema semipresidencial. El presidente François Tombalbaye reemplazó esa constitución el 16 de abril de 1962 por una tercera constitución que preveía un sistema totalmente presidencial.
El cargo fue ocupado por primera vez en agosto de 1978, luego de que el presidente Félix Malloum disolviera el gobierno militar provisional, nombrando a Hissène Habré. Esto ocurrió en el marco de una nueva constitución que hizo lugar a un gobierno de coalición, con el poder ejecutivo compartido entre el presidente y el primer ministro.
En un registro desclasificado de una conversación de 1973 entre el presidente de los Estados Unidos, Richard Nixon, el secretario de Estado James Schlesinger y el Estado Mayor Conjunto, Nixon se refirió al primer ministro de Chad al explicar cómo percibía la relación entre fortaleza e importancia: «Pero sin la debida fortaleza, nuestra posición en el mundo no importaría. El Primer Ministro de Chad no importa, los tratamos bien, pero ninguno de ellos importa».
El cargo fue disuelto en mayo de 2018 tras la sanción de una nueva constitución por parte de la Asamblea Nacional del Chad, que amplió los poderes del presidente. El último titular fue Albert Pahimi Padacké.
El cargo fue restablecido el 26 de abril de 2021 por el Consejo Militar de Transición.

## Funciones
Según la constitución de 1996, el presidente nombraba y reemplazaba al primer ministro y, con el consejo del primer ministro, a todos los ministros del gabinete. El gobierno estaba encabezado por el primer ministro, cuyo deber era coordinar al gabinete y proveer la administración del país. Tras su designación por el presidente, debía presentarse ante el Parlamento para aprobar una moción de confianza. Podía reemplazar al Presidente en el Consejo de Ministros, además de asegurar la situación provisional del gobierno en caso de ausencia del territorio o incapacidad temporal del presidente. Sus actos, en las áreas específicas, debían ser firmados también por el ministro correspondiente.

## Titulares
| N.º                                                       | Primer ministro              | Imagen | Período                 | Período                 | Afiliación política | Afiliación política | Jefe de Estado |
| N.º                                                       | Primer ministro              | Imagen | Inicio                  | Final                   | Afiliación política | Afiliación política | Jefe de Estado |
| --------------------------------------------------------- | ---------------------------- | ------ | ----------------------- | ----------------------- | ------------------- | ------------------- | -------------- |
| 1                                                         | Hissène Habré                |        | 29 de agosto de 1978    | 23 de marzo de 1979     |                     | FROLINAT            | Malloum        |
| Cargo disuelto (23 de marzo de 1979 – 19 de mayo de 1982) |                              |        |                         |                         |                     |                     |                |
| 2                                                         | Djidingar Dono Ngardoum      |        | 19 de mayo de 1982      | 19 de junio de 1982     |                     | RUDT                | Oueddei Habré  |
| Cargo disuelto (19 de junio de 1982 – 4 de marzo de 1991) |                              |        |                         |                         |                     |                     |                |
| 3                                                         | Jean Alingué Bawoyeu         |        | 4 de marzo de 1991      | 20 de mayo de 1992      |                     | UDR                 | I. Déby        |
| 4                                                         | Joseph Yodoyman              |        | 20 de mayo de 1992      | 7 de abril de 1993      |                     | UNDR                | I. Déby        |
| 5                                                         | Fidèle Moungar               |        | 7 de abril de 1993      | 6 de noviembre de 1993  |                     | ACTUS               | I. Déby        |
| 6                                                         | Delwa Kassiré Koumakoye      |        | 6 de noviembre de 1993  | 8 de abril de 1995      |                     | VIVA–RNDP           | I. Déby        |
| 7                                                         | Koibla Djimasta              |        | 8 de abril de 1995      | 17 de mayo de 1997      |                     | UDR                 | I. Déby        |
| 8                                                         | Nassour Guelendouksia Ouaido |        | 17 de mayo de 1997      | 13 de diciembre de 1999 |                     | MPS                 | I. Déby        |
| 9                                                         | Nagoum Yamassoum             |        | 13 de diciembre de 1999 | 12 de junio de 2002     |                     | MPS                 | I. Déby        |
| 10                                                        | Haroun Kabadi                |        | 12 de junio de 2002     | 24 de junio de 2003     |                     | MPS                 | I. Déby        |
| 11                                                        | Moussa Faki                  |        | 24 de junio de 2003     | 3 de febrero de 2005    |                     | MPS                 | I. Déby        |
| 12                                                        | Pascal Yoadimnadji           |        | 3 de febrero de 2005    | 23 de febrero de 2007   |                     | MPS                 | I. Déby        |
| –                                                         | Adoum Younousmi              |        | 23 de febrero de 2007   | 27 de febrero de 2007   |                     | MPS                 | I. Déby        |
| (6)                                                       | Delwa Kassiré Koumakoye      |        | 26 de febrero de 2007   | 15 de abril de 2008     |                     | VIVA–RNDP           | I. Déby        |
| 13                                                        | Youssouf Saleh Abbas         |        | 15 de abril de 2008     | 5 de marzo de 2010      |                     | Independiente       | I. Déby        |
| 14                                                        | Emmanuel Nadingar            |        | 5 de marzo de 2010      | 21 de enero de 2013     |                     | MPS                 | I. Déby        |
| 15                                                        | Djimrangar Dadnadji          |        | 21 de enero de 2013     | 21 de noviembre de 2013 |                     | MPS                 | I. Déby        |
| 16                                                        | Kalzeubet Pahimi Deubet      |        | 21 de noviembre de 2013 | 15 de febrero de 2016   |                     | MPS                 | I. Déby        |
| 17                                                        | Albert Pahimi Padacké        |        | 15 de febrero de 2016   | 4 de mayo de 2018       |                     | RNDT–Le Réveil      | I. Déby        |
| Cargo disuelto (4 de mayo de 2018 – 26 de abril de 2021)  |                              |        |                         |                         |                     |                     |                |
| (17)                                                      | Albert Pahimi Padacké        |        | 26 de abril de 2021     | 12 de octubre de 2022   |                     | RNDT–Le Réveil      | M. Déby        |
| 19                                                        | Saleh Kebzabo                |        | 12 de octubre de 2022   | 1 de enero de 2024      |                     | UNDR                | M. Déby        |
| 20                                                        | Succès Masra                 |        | 1 de enero de 2024      | 22 de mayo de 2024      |                     | Les Transformateurs | M. Déby        |
| 21                                                        | Allamaye Halina              |        | 23 de mayo de 2024      |                         |                     | Independiente       | M. Déby        |